# Самбодром
Самбодром імені Маркіза ді Сапукаї, або просто Самбодром (порт. Sambódromo da Marquês de Sapucaí, «Самбодрому да Маркеш ді Сапукаї») — широкий проспект у Ріо-де-Жанейро, обладнаний для проведення урочистостей, пов'язаних зі святкуванням щорічного карнавалу. Відомий також як «Алея імені Професора Дарсі Рібейру» (порт. Passarela Professor Darcy Ribeiro) — на честь віце-губернатора Ріо, бразильського антрополога Дарсі Рібейру (1922—1997), що брав активну участь у створенні культурної концепції проекту. Розташований у центральній частині «Нового Міста» (Cidade Nova). Будівництво Самбодрому почалося у 1983 і було закінчене в 1984.
Під час карнавалу Самбодром слугує місцем проведення параду 24 шкіл самби, кожна з яких протягом танцю створює свою композицію з танцівників у яскравих вбраннях. Танцювальні процесії приваблюють тисячі бразильців та іноземних туристів, тому проспект оточений глядацькими трибунами, на яких можуть розміститися до 80 тис. осіб. Проект будівництва був розроблений відомим бразильським архітектором Оскаром Німеєром.

## Історія
У 1983 році губкрнатор Ріо Леонел Брізола замовив архітектору Оскару Німеєру (який тоді перебував в еміграції) проект постійної споруди, яка б призначалася спеціально для проведення карнавальних процесій. Доти тимчасові трибуни зводили кожного року в різних частинах міста. Місцем, обраним для майбутнього Самбодрому, став проспект імені Маркіза ді Сапукаї, названий на честь Кандіду Жозе ді Араужу Віана, Маркіза Сапукайського (Cândido José de Araújo Viana, Marquês de Sapucaí). Широку проїжджу магістраль вирішено було перекривати для вуличного руху під час карнавалів.

## Споруда
Самбодром являє собою проспект довжиною 700 м, з розташованими обабіч глядацькими трибунами. Весь комплекс споруд займає площу 85 тис. м², там можуть розміститися 80-90 тис. глядачів. Територія поділена на 12 секторів, у яких виділяють тири класи: загальний — з дешевими місцями, турсектор — з пронумерованими місцями, і VIP-сектор з ложами на 10 осіб.
У південному кінці проспекту, де завершуються процесії шкіл, поблизу фавели Морру-да-Мінейра, знаходиться «Площа Апофеозу» (порт. Praça da Apoteose). Історія походження її імені пов'язана з тим, що на першому проведенні карнавальної процесії на проспекті Маркіза ді Сапукаї дефілювання кожної школи самби мало закінчуватися так званим «апофеозом». На наступних карнавалах від такої практики відмовилися, але це слово залишилося у назві площі. Там розташований музей самби, обрамлений 90-метровою аркою на трьох опорах.

## Порядок проведення танцювальних походів

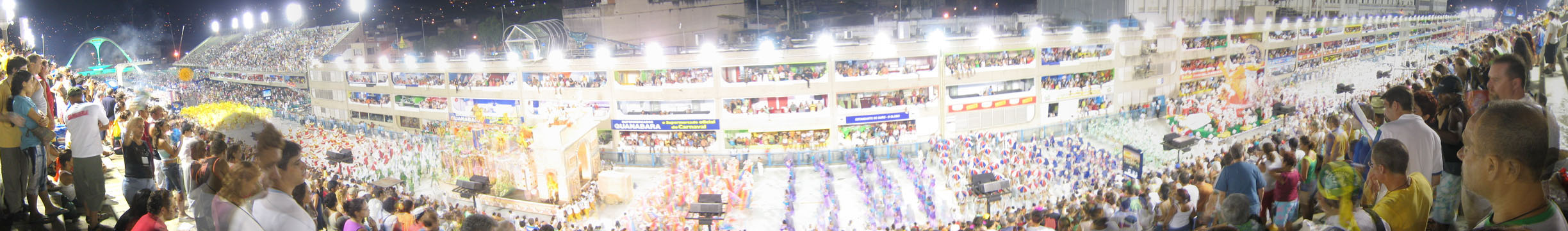
Панорамна фотографія, зроблена з верхньої частини сектору № 9, під час параду одної з шкіл Grupo de Acesso A. Напрямок походів — справа наліво, ліворуч видно арку «Площі Апофеозу». Навпроти — ложі VIP-сектору

Карнавал починається перед самим Великим Постом і триває чотири ночі, протягом яких з восьмої години вечора до ранку послідовно виступають 24 школи самби. У суботу проводить парад група шкіл Access Group A, у неділю та понеділок — Special Group, і у вівторок — Group Rio de Janeiro 1.
У 2008 році квиток на парад Special Group коштував від 10 реалів (звичайне місце) до 500 (ложа VIP). Дорожчання квитків на офіційний карнавал, його дедалі більша комерціалізація призвела до того, що багато бразильців мусять відмовитися від його відвідування і влаштовують власні карнавали у своїх кварталах. Такі напіваматорські танцювальні групи відомі у Бразилії як «блоко».

## Літні Олімпійські ігри 2016
Під час Олімпіади 2016 у Ріо-де-Жанейро на Самбодромі пройшли змагання зі стрільби з лука, а також частина марафонського забігу. Під час Паралімпійських ігор 2016 — змагання зі стрільби з лука.